# Farmhouse Cheese

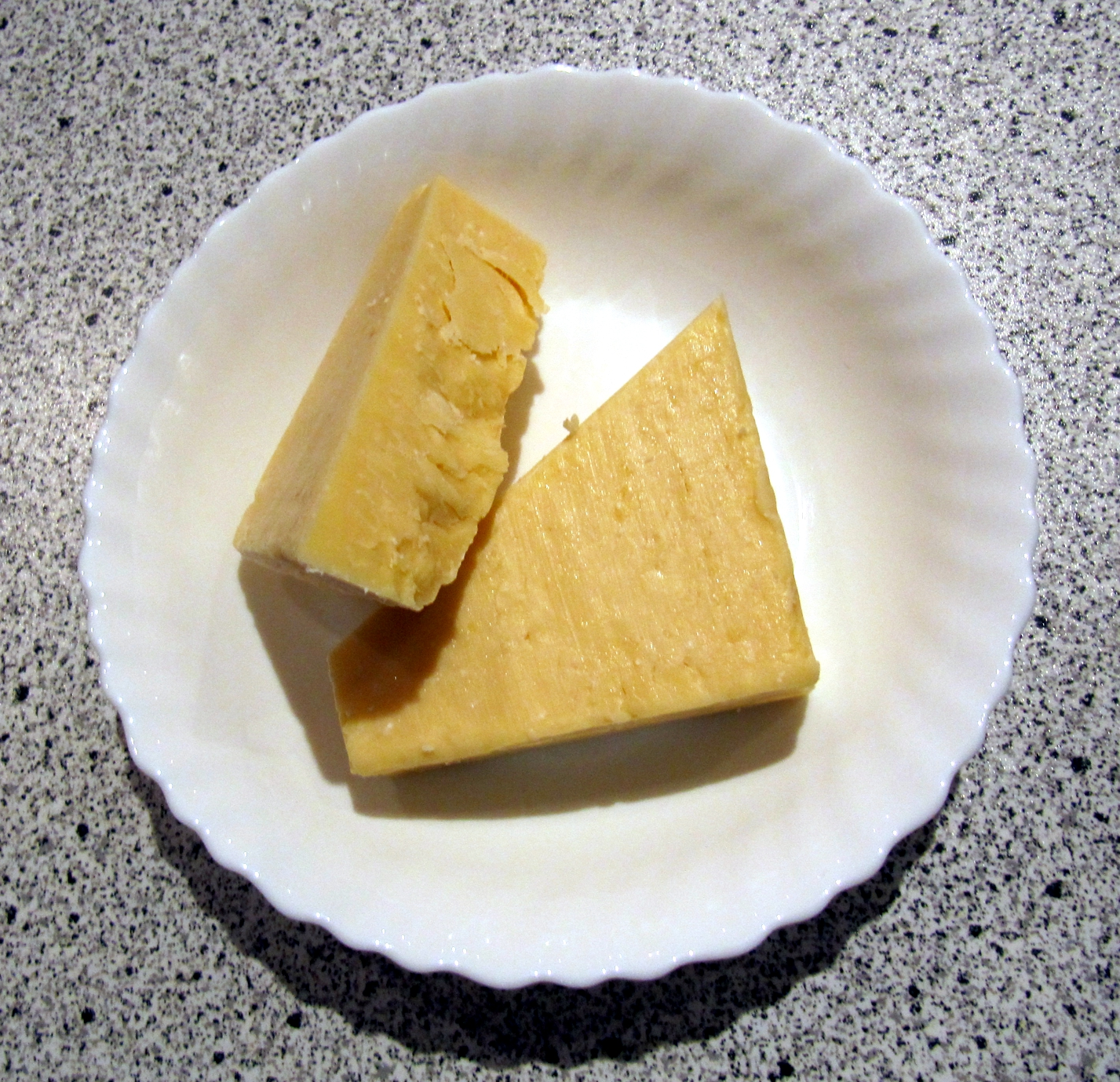
Hartkäse-Variante des White Farmhouse Cheese, aufgeschnittener 240-g-Block aus Merthyr Tydfil (2018).

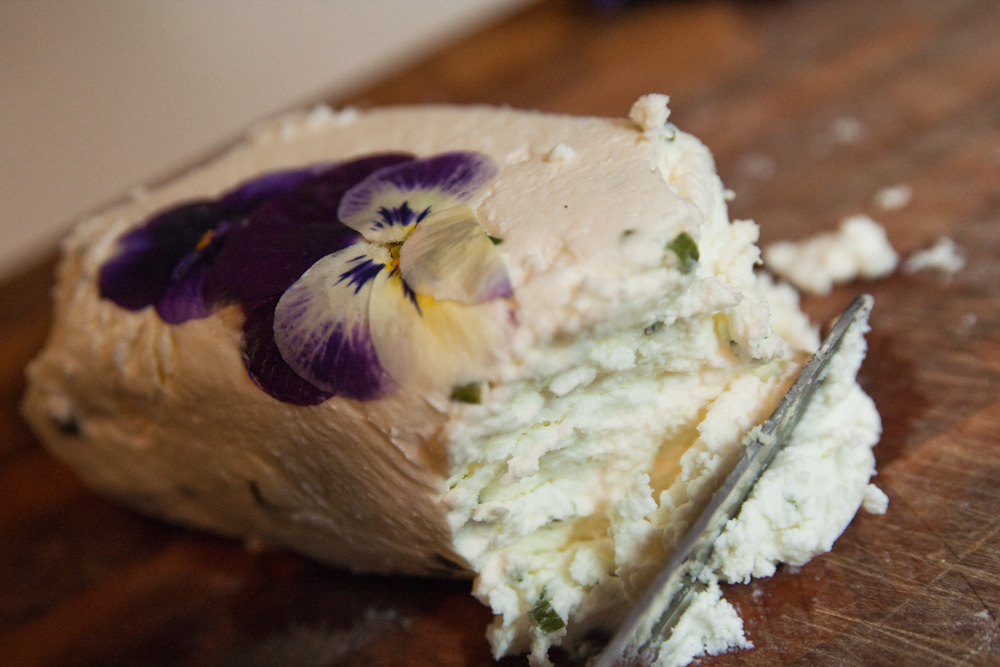
Dancing Goat Creamery Herbed Cheese

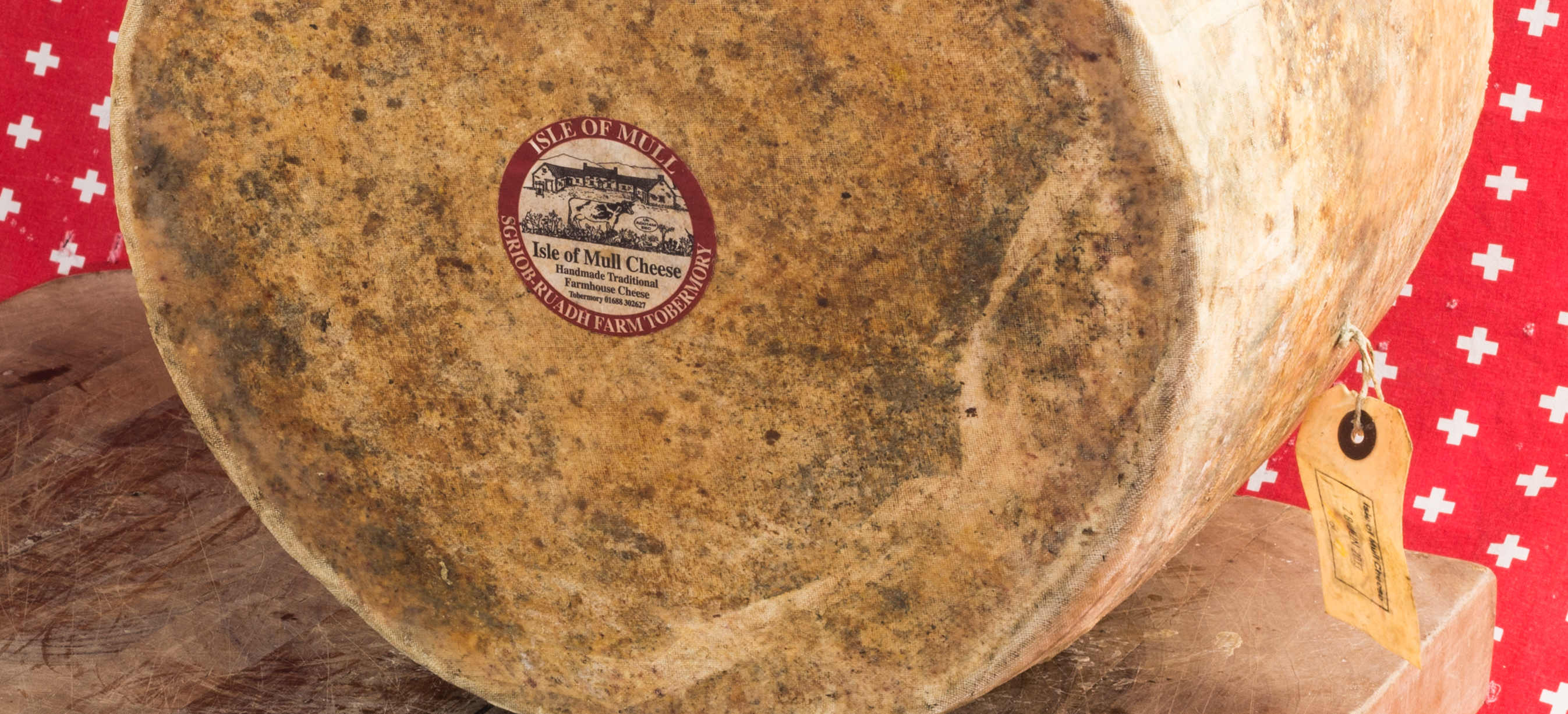
Tobermory, Isle of Mull Cheese - Farmhouse cheese

Farmstead Cheese (deutsch etwa Bauernkäse, Bauernhof-Käse) ist eine inoffizielle Klassifizierung, die in den USA und in weiten Teilen Kanadas verwendet wird, um Käse zu bezeichnen, der auf einer Milchfarm aus der Milch der Tiere dieser Farm hergestellt wird. In Großbritannien und Australien wird der Begriff Farmhouse Cheese bevorzugt.
Farmhouse cheeses ist auch eine Bezeichnung für von Hand nach traditionellen Methoden und aus unbehandelter Milch hergestellte Käsesorten.
Die Einfuhr von Käse aus Rohmilch in die USA ist nur zulässig, wenn er mindestens 60 Tage gereift ist; somit können AOP-Käse wie Brie de Melun, Époisses und Langres dort nicht verkauft werden.

## Beschreibung
Seit den 1980er Jahren steigerte sich die Wirtschaftlichkeit des „farmstead cheese“ durch den Aufstieg der Bauernmärkte in ländlichen und städtischen Gegenden sowie durch Fachgeschäfte, die mit lokalen und handwerklichen Milchprodukten handeln. Ein Vorteil der Produktion auf dem Bauernhof besteht darin, dass der Käsehersteller, der auf dem Bauernhof arbeitet und häufig auch die Tiere besitzt und pflegt, die die Milch liefern, ein höheres Maß an Kontrolle über die Milchqualität hat, als es sonst möglich ist.
„Farmstead“ als Handelsbezeichnung hat mehrere wünschenswerte Qualitäten vereint, darunter die komplexen Aromen, die mit der handwerklichen Produktion verbunden sind, sowie die ökologischen und ethischen Vorzüge des Handwerks und der „menschlichen“ Tierhaltung, nicht zuletzt auch die Unterstützung kleiner familiengeführter Bauernhöfe. Da „Farmstead“ keine rechtliche Bezeichnung ist, gibt es erhebliche Unterschiede in der Arbeitsweise der Produzenten sowie einige Kontroversen innerhalb der Branche darüber, wie der Begriff angemessen angewendet werden sollte. Laut der American Cheese Society darf Milch, die zur Herstellung von Bauernkäse verwendet wird, nicht von außen bezogen werden. Beachtenswert ist auch, dass der Produktionsumfang nicht festgelegt ist. Obwohl die American Cheese Society darauf besteht, dass ein „Farmstead“ keine Milch von fremden Höfen enthalten darf, muss nicht die gesamte Milch der Tiere eines Bauernhofs zur Herstellung von Käse verwendet werden. Nach diesem Verständnis würde ein kleiner Käseherstellungsbetrieb mit einem Dutzend Ziegen seinen „Farmstead“-Status gefährden, wenn er Milch von einem benachbarten Betriebe verwenden würde, während ein Milchviehbetrieb mit zehntausend Tieren auch „Farmstead Cheese“ herstellen und rechtmäßig vermarkten könnte. Diese Logik passt nicht zu der Erwartung einiger, die glauben, dass „Farmstead“ von den Konsumenten als Indikator für humane Haltung und hochwertige Milch und Käse verstanden wird. Da das Interesse der Verbraucher an „Farmstead cheese“ gewachsen ist, sehen sich viele Käsehersteller vor die Herausforderung gestellt, ihre Produktion zu erweitern, ohne dabei das Ideal des „Farmstead Cheese“-Labels zu kompromittieren.

## Geschichte
In England dominierte die Käseherstellung auf dem Bauernhof bis in die 1930er Jahre und bestand danach neben der industriellen Käseherstellung weiter. In den Vereinigten Staaten ist „farmstead“ jedoch eine relativ junge Bezeichnung. Bis Mitte des 19. Jahrhunderts wurde der gesamte amerikanische Käse auf dem Bauernhof hergestellt. Als dann das Fabriksystem die Käseherstellung von der amerikanischen Farm verdrängte, wurde es erforderlich, auf einen auf dem Bauernhof hergestellten Käse aufmerksam zu machen. Danach sollte sich die kommerzielle Käseherstellung auf dem Bauernhof in den Vereinigten Staaten über 100 Jahre lang größtenteils auf die Amish-Gemeinschaft beschränken. Erst in den 1980er Jahren, als ehemalige Hippies begannen, Käse auf autarken Gehöften herzustellen und zu vertreiben, wurde es bedeutsam, einige amerikanische Käsesorten als „farmstead“ zu bezeichnen, als Gegenstück zur zentralisierten Fabrikproduktion.
In den Vereinigten Staaten wird die farmstead-cheese-Käseproduktion heute von Newcomern durchgeführt, die sowohl in der Käseherstellung als auch in der Milchviehhaltung neu sind und nach einer sinnvollen Alternative zu Bürojobs und beruflichen Karrieren suchen. Gleichzeitig werden immer mehr Bauernkäse farmstead cheese von Milchbauern der dritten oder vierten Generation hergestellt, die in Käse eine wertschöpfende Alternative zum Verkauf der Milch zu geringem Preis an Großmolkereien sehen.